# Neuseeländische Braungeckos
Die Neuseeländischen Braun- oder Graugeckos (Hoplodactylus) sind eine Gattung aus der Familie der Doppelfingergeckos (Diplodactylidae). Sie wurden früher den Grüngeckos gegenübergestellt, umfassen aber nach der Aufteilung in mehrere Gattungen nur noch zwei  Arten, von denen eine als ausgestorben gilt. Die Geckos sind auf Neuseeland endemisch. (Stand 29. Januar 2012).

## Erscheinungsbild
Neuseeländische Braungeckos sind überwiegend grau, braun oder oliv gefärbt. Auf einem grauen, bräunlichen oder oliven Grund sind unterschiedliche Muster aus hellen und dunklen Flecken oder Streifen gezeichnet.
Die Körperunterseite ist heller gefärbt und anders gezeichnet als die Oberseite. Die Kopf-Rumpf-Länge kann bei Duvaucels Gecko (Hoplodactylus duvaucelii), bis zu 16 Zentimeter erreichen, die maximale Gesamtlänge liegt bei etwa 23 Zentimetern. 
Der innerhalb der letzten zweihundert Jahre ausgestorbene Kawekaweau-Gecko (Hoplodactylus delcourti) war die weltweit größte Gecko-Art. Er wurde erst 1986 wissenschaftlich beschrieben nach einem Anfang des 19. Jahrhunderts gefangenen Exemplar, welches seitdem in einem französischen Museum verwahrt wird.

## Verbreitung und Lebensraum
Die Gattung Hoplodactylus kommt nur auf Neuseeland vor, und zwar auf beiden Hauptinseln. Ihre Vertreter besiedeln die verschiedenartigsten Lebensräume von der Küste bis ins Hochgebirge.

## Lebensweise und Verhalten
Je nach Art halten sich die Neuseeländischen Braungeckos überwiegend auf Bäumen, Sträuchern oder auf dem Boden zwischen Gras, Holz und Steinen auf, manche Arten dringen auch in Gebäude vor. Der Lebensraum der Arten und ihr Kletterverhalten spiegelt sich auch in der Ausprägung ihrer Zehen wider (s. o.) Im Gegensatz zu den nahe verwandten Grüngeckos nutzen die Neuseeländischen Braungeckos ihren Schwanz nicht als Greiforgan beim Klettern.
Alle Arten sind überwiegend nachtaktiv, viele können aber auch häufig tagsüber beim Sonnenbaden beobachtet werden.
Neuseeländische Braungeckos können ihre Körperfarbe ändern: Wohl alle Arten vermögen ihre Körperoberfläche aufzuhellen oder abzudunkeln und vermögen solchermaßen die Wärmeaufnahme zu regulieren, was wichtig ist, da sie ektotherm (wechselwarm) sind. Manche Arten können darüber hinaus ihre Färbung der Umwelt anpassen und dadurch ihre Tarnung verbessern. Bei Bedrohung können die Braungeckos ihren Schwanz abwerfen.

## Nahrung
Die Neuseeländischen Braungeckos ernähren sich von Gliedertieren, wobei zur bevorzugten Beute vieler Arten Insekten gehören.

## Fortpflanzung
Die Neuseeländischen Braungeckos legen zwar Eier, aus denen aber sofort die Jungen schlüpfen, sodass man auch in diesem Fall von Ovoviviparie sprechen kann.

## Lebensdauer
Im feuchtkühlen Klima Neuseelands entwickeln sich die Braungeckos relativ langsam und können, da auf vielen kleineren Inseln keine Fressfeinde vorkommen, in der Natur vermutlich ein Alter von mehr als 36 Jahren erreichen, wie es beispielsweise von einigen Exemplaren von Duvaucels Gecko (Hoplodactylus duvaucelli) berichtet wird.

## Arten
- Kawekaweau-Gecko (Hoplodactylus delcourti Bauer & Russell, 1986) (wahrscheinlich ausgestorben)
- Duvaucels Gecko Hoplodactylus duvaucelii (Duméril & Bibron, 1836)